# بچه‌های آب (فیلم)
بچه‌های آب (انگلیسی: The Water Babies) یک فیلم فانتزی و کودکان به کارگردانی لایونل جفریس است که در سال ۱۹۷۸ منتشر شد.

## بازیگران
- جیمز میسون
- برنارد کریبینز
- بیلی وایتلا
- جوآن گرینوود
- دیوید تاملینسون

## صداپیشگان
- دیوید جیسون
- جان پرتوی
- اونا استابز
- لنس پرسیوال